# Momenti sì, momenti no (album)
 (mars 2025).
Albums de Charles Aznavour
Canzoni da leggere e da cantare
(1986)
Momenti sì, momenti no (Des moments oui, des moments non) est le 14e et dernier album studio italien de Charles Aznavour, il est sorti en 1988.
L'album a été réédité en 1991 sous l'étiquette Musarm.

## Liste des titres
| No  | Titre                                              | Durée |
| --- | -------------------------------------------------- | ----- |
| 1.  | Momenti si, momenti no : Les bons moments          | 2:58  |
| 2.  | Te contro me : Toi contre moi                      | 4:10  |
| 3.  | Dormire con lei, signora : Dormir avec vous madame | 2:38  |
| 4.  | Io bevo : Je bois                                  | 3:12  |
| 5.  | Di già : Déjà                                      | 3:34  |
| 6.  | Io t'amerò : Je t'aime tant                        | 3:53  |
| 7.  | Napule amica mia : Allez vaï Marseille             | 4:26  |
| 8.  | Mi aggrappo a te : Je me raccroche à toi           | 3:55  |
| 9.  | Abbracciami : Embrasse-moi                         | 5:03  |
| 10. | Le barche sono fueri : Les bateaux sont partis     | 2:29  |
| 11. | Un'idea : Une idée                                 | 2:37  |